# 맷 데이

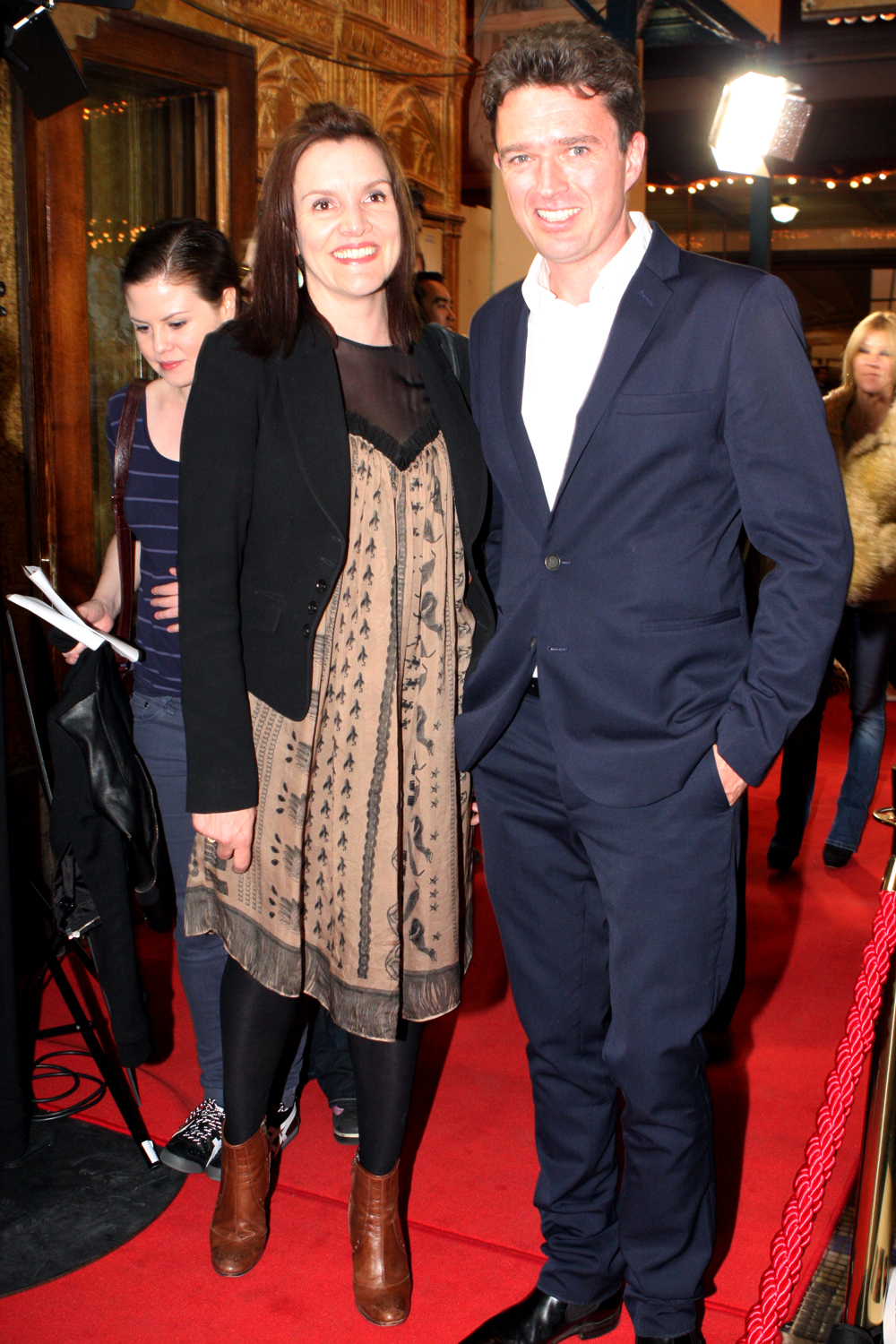

맷 데이(Matt Day, 1971년 9월 28일 ~ )는 오스트레일리아의 배우, 영화 제작자이다.
멜버른에서 태어났다.

## 출연 작품
- 리칭 디스던트 (2018년)
- 스위트 컨트리 (2017년)
- 페리 (2016년)
- 터치 (2014년)
- 더 아웃로 마이클 호우 (2013년) - 로버트 놉우드 역
- 마이 이어 위다웃 섹스 (2009년)
- 위시 (2007년)
- 텔라데가 나이트 : 리키 바비의 발라드 (2006년)
- 스쿠프 (2006년)
- 판초 비야 (2003년) - 존 리드 역
- 배스커빌가의 개 (2002년)
- 팻시 클라인의 노래 (1997년)
- 키스 올 킬 (1997년)
- 데이팅 디 에너미 (1996년) - 롭 역
- 사랑과 그밖의 재앙들 (1996년) - 마이클 역
- 심해의 습격자 (1996년)
- 뮤리엘의 웨딩 (1994년) - 브라이스 역

### 텔레비전
- 파스케이프 (2000)
- 스푹스 (2006)